# Porta de Bronze

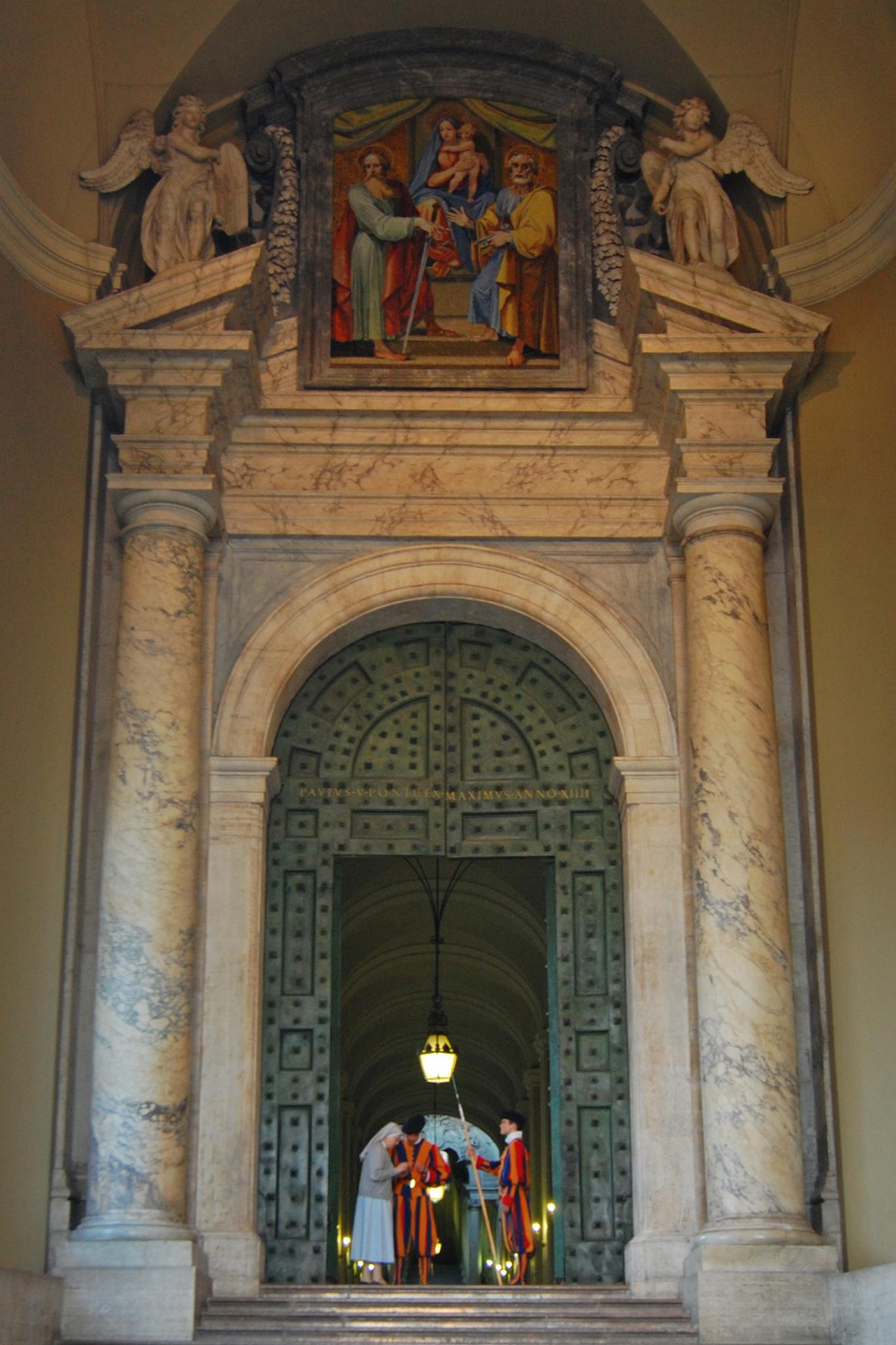
Portone di Bronzo, Entrada no Palácio Apostólico

A Porta de Bronze (em italiano: Portone di bronzo) é a porta principal do Palácio Apostólico e uma das três portas através das quais se pode entrar no Estado do Vaticano. Uma escada de 20 degraus leva até o portão. Atrás do portão, um amplo corredor leva à Scala Regia. Todo o complexo, projetado em grande parte por Gian Lorenzo Bernini, é uma obra-prima da arquitetura.